# Enhydrina schistosa

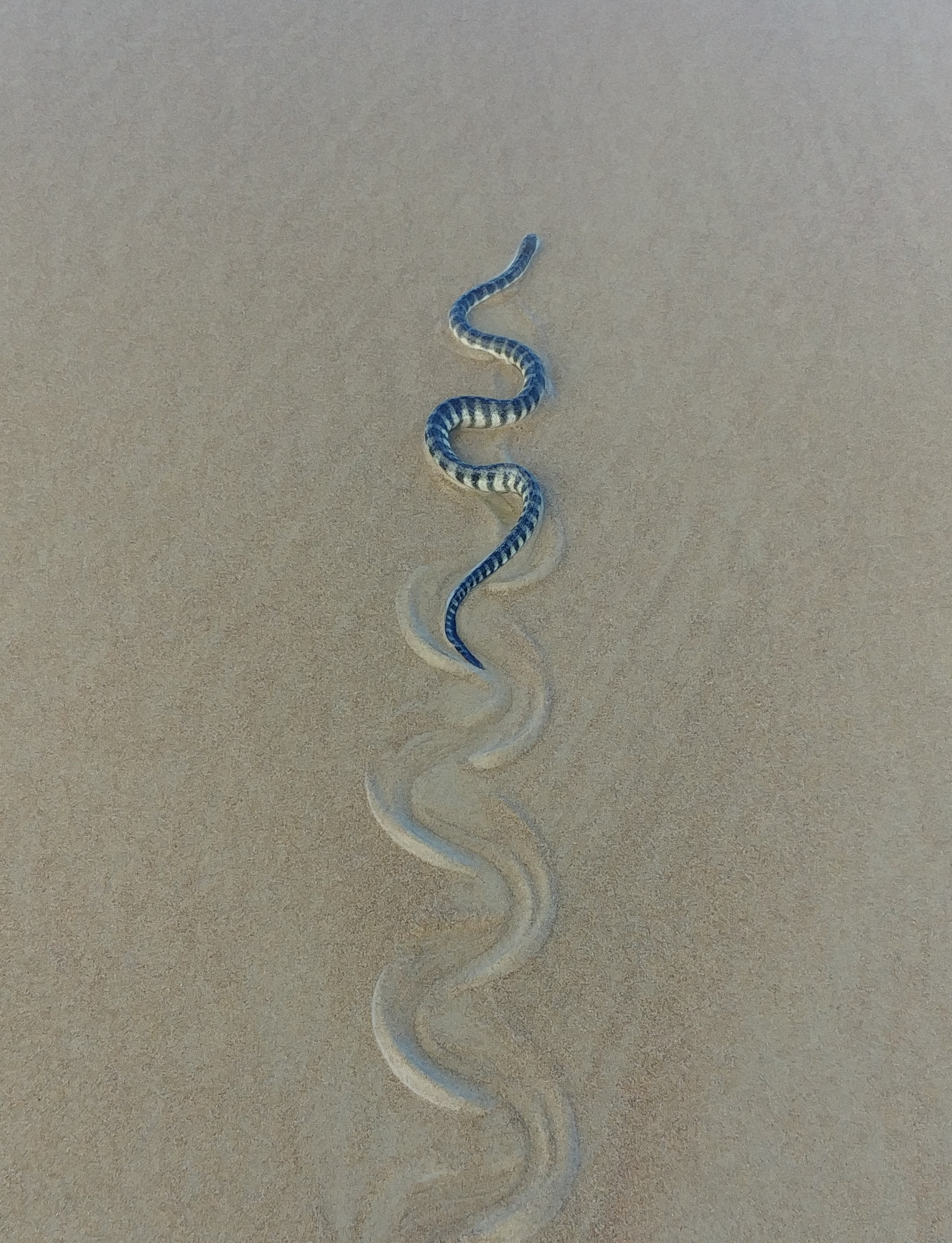
Una serpiente de mar picuda vista en la playa de Arossim, en el sur de Goa, India. Esta serpiente fue encontrada en una red de pesca y luego liberada al mar

La serpiente marina de pico, serpiente de mar picuda, serpiente de mar de nariz ganchuda, serpiente de mar común o serpiente de mar Valakadeyan, (Enhydrina schistosa) es una especie de serpiente marina altamente tóxica y el espécimen más venenoso del mundo, superando en toxicidad a todas las serpientes terrestres y marinas conocidas. Común en todo el Indo-Pacífico tropical, esta especie está implicada en más del 50% de todas las mordeduras causadas por serpientes marinas, así como en la mayoría de los envenenamientos y muertes.

## Descripción
La escama rostral es más larga que ancha y está en contacto con cuatro escudos; frontal más largo que ancho, más corto que los parietales; nasales en contacto con los dos labiales anteriores; a veces parcialmente dividido; uno pre y uno o dos postoculares; temporales l-3; siete u ocho labiales superiores, cuarto o tercero y cuarto entrando al ojo, el último a veces dividido; protectores de barbilla anteriores bastante indistintos, separados. Escamas con tubérculo o quilla, en 50–70 filas; ventrals 230–314, ligeramente agrandadas. La serpiente suele ser de color gris oscuro uniforme en la parte superior; lados y partes inferiores blanquecinas. Ejemplares jóvenes de color oliva o gris con bandas transversales negras, más anchas en el centro. Longitud de cabeza y cuerpo 1110 mm; cola 190 mm.
El nombre valakadyn proviene de la palabra malayalam y tamil Vala kadiyan que significa mordedor de redes.

## Distribución
Se encuentra en el Mar Arábigo y el Golfo Pérsico (Baréin, Irán, Irak, Kuwait, Omán, Catar, Arabia Saudita y los Emiratos Árabes Unidos), al sur de Seychelles y Madagascar, los mares del sur de Asia (Pakistán, India (costas desde Gujarat hasta Bengala Occidental y las islas Andaman y Nicobar), Sri Lanka y Bangladés), Sudeste asiático (Birmania, Tailandia, Vietnam).
Las serpientes de Australia (Territorio del Norte y Queensland) y Nueva Guinea ahora se identifican provisionalmente como Enhydrina zweifeli, debido a las pruebas de ADN que han demostrado que no están relacionadas con E. schistosa.

## Hábitat y comportamiento
Estas serpientes se encuentran generalmente en la costa y las islas costeras de la India. Se encuentran entre los más comunes de los 20 tipos de serpientes marinas que se encuentran en esa región.
Son activas tanto de día como de noche. Son capaces de sumergirse hasta 100 metros de profundidad y permanecer bajo el agua durante un máximo de cinco horas antes de volver a la superficie. Las serpientes marinas están provistas de glándulas para eliminar el exceso de sal. Son venenosas y notablemente agresivas, y algunos herpetólogos las describen como 'cascarrabias y salvajes'. Se estima que alrededor de 1,5 miligramos de su veneno son letales.
Su alimento principal es el pescado.

## Veneno
El veneno de esta especie se compone de neurotoxinas y miotoxinas muy potentes. Esta especie extendida es responsable de la gran mayoría de las muertes por mordeduras de serpientes marinas (hasta el 90 % de todas las mordeduras de serpientes marinas). El valor de DL50 es de 0,1125 mg/kg según estudios de toxicología. La entrega promedio de veneno por mordida es de aproximadamente 7,9 a 9,0 mg, mientras que la dosis letal para humanos se estima en 1,5 mg.